# Gardnerville
Gardnerville é uma Região censo-designada localizada no estado americano de Nevada, no Condado de Douglas.

## Demografia
Segundo o censo americano de 2000, a sua população era de 3357 habitantes.

## Geografia
De acordo com o United States Census Bureau tem uma área de
12,4 km², dos quais 12,4 km² cobertos por terra e 0,0 km² cobertos por água. Gardnerville localiza-se a aproximadamente 1492 m acima do nível do mar.

## Localidades na vizinhança
O diagrama seguinte representa as localidades num raio de 20 km ao redor de Gardnerville.